# شبكات معرفة بالبرمجيات

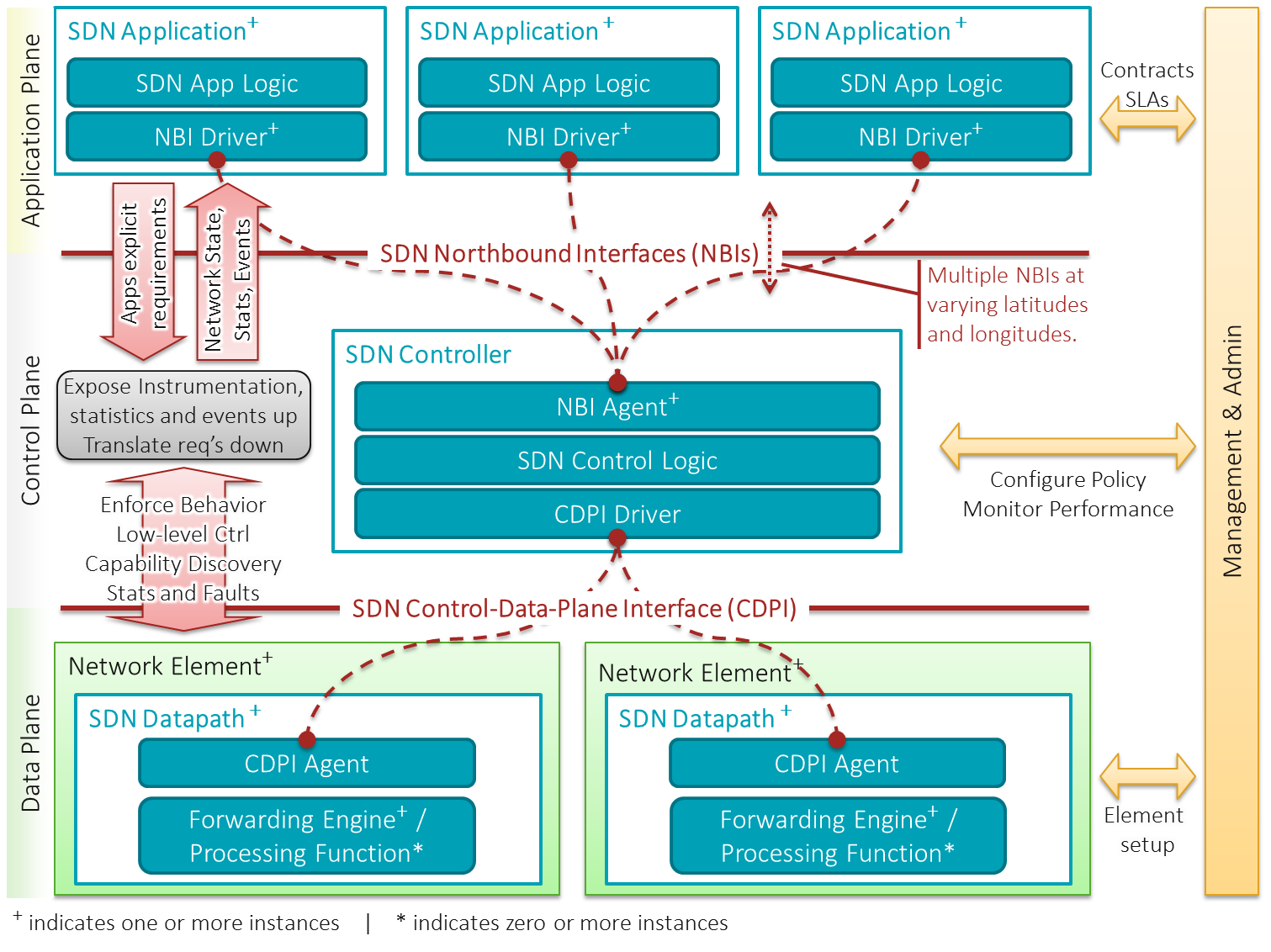
رسم بياني يوضح عمل الشبكات المعرفة بالبرمجيات

الشبكات المعرفة بالبرمجيات ( Software-Defined Networking ) هي منهج أو اسلوب جديد في إدارة شبكات الحاسب، حيث يستطيع مسؤول الشبكة إدارة الشبكة بطريقة مجردة بعيدا عن معرفة تفاصيل الشبكة في الطبقات السفلى.
بشكل عام، تتكون الشبكات المعرفة بالبرمجيات من مستويين: مستوى التحكم ( the control plane ) وهو عبارة عن الوحدة المركزية والمسؤولة عن اختيار المسار لعملية عبور البيانات في الشبكة بعد الاخذ بالاعتبار لعنوان المستلم وضمان تسليمها لواحدة من عدة وحدات البيانات الموزعة في الشبكة تسمى مستوى البيانات ( the Data plane ) والتي بدورها تتواصل مع المستخدم النهائي.
غالباً، يستخدم بروتوكول أوبن-فلو OpenFlow للتنسيق في عميلة الاتصال بين مستوى التحكم Control plane و مستوى البيانات Data planes.

## محدودية التقنيات الحالية للشبكات
ان الشبكات الحالية غير قادرة على مواكبة لبتطور البرمجي لحاصل خصوصا في مجالات الحوسبة السحابية